# Víðópnir
De la Mitología nórdica. Según el poema Fjölsvinnsmál, Víðópnir o Víðófnir es un gallo que se sienta en lo alto del Mímameiðr, un árbol que muy a menudo se toma como equivalente del árbol del mundo Yggdrasil. Por otra parte, es un nombre que no aparece en ninguna otra fuente escrita medieval.

## Fjölsvinnsmál
Víðópnir se menciona en estrofas del poema de la Edda poética, Fjölsvinnsmál, donde se describe el árbol Mímameiðr
de amplio ramaje y que cubre toda tierra conocida; ofrece fruto abundante, y en cuya copa se encuentra el gallo. 
La mención sucede cuando Svipdagr se dirige a Fjölsviðr para decirle cual es el nombre del brillante y dorado gallo que está sentado en "la rama más alta", Fjölsviðr accede, revelando que el gallo se llama Víðópnir:
| Traducción de Benjamin Thorpe: "Víðópnir se llama; permanece en el cielo claro, en las ramas del árbol de Mima: solo trae aflicción, indisoluble y juntos, el pájaro y su único alimento." | Traducción de Henry Adams Bellows: "Víðópnir es su nombre, y brilla ahora Como relámpagos en las ramas de Mimameith; Y grande es el problema que con el cual (el gallo) se apena Ambos Surt y Sinmore." |  |